# Häxprocessen i Vardø (1651–1653)
Häxprocessen i Vardø 1652–1653 var en häxprocess som ägde rum i Nordnorge 1652-1653. Det var den andra av tre stora massprocesser som ägde rum i Finnmark. Den föregicks av Häxprocessen i Vardø 1621, och följdes av Häxprocessen i Vardø 1662–1663. Det var en av de största häxprocesserna i Norges historia. 

## Bakgrund
Mellan 1619 och 1651 avrättades 33 personer för häxeri i Nordnorge med Vardø som bas, och regionen började bli känd för sina häxprocesser. Sedan den stora processen 1621 hade dock antalet processer varit mer spridda och inte samlade i en stor process. 
Våren 1651 anlände den nya länsherren Jørgen Friis til Kragerup og Lindholm (son till Christian Friis) till Vardø slott med sin fru Helvig Sophie Urne til Rønningesøgaard. Paret stannade till 1654.

## Förlopp
1 december 1651 började processen när Gunhild Åmundsdatter från Vadsø greps och fördes till fästningen anklagade för häxeri. Hon angav sin förra matmor Bodil, Aksel Andersens kone på Vadsø, som den som hade rekryterat henne till häxeri. Gunhild Åmundsdatter förvarades över julen i fangehuset, som därefter kallades Trollkvinnehullet och blev känd för att ha fungerat som häxfängelse i de många processerna i Finnmark. 
Processen återupptogs i januari 1652. Gunhild uppgav då att Bodil, klockarens hustru Baarne och Mette, hade konspirerat för att förtrolla ett skepp i fjorden vid Vadsö. På Vadsøtinget 24 januari identifierades skeppet som köpmannen Jon Jonsens skepp, som hösten 1651 varit på väg till Bergen med last tillhörande Laurits Braass, men gått på grund vid Kiberg utan att sjunka. Gunhild, Bodil, Baarne, Mette och tre andra kvinnor hade enligt anklagelsen flugit som fåglar över skeppet och förtrollat det. Samma kvinnor hade samma höst och på samma sätt även sänkt Anders Hess skepp från Bergen utanför Domen under en storm. 
Gunhild dömdes skyldig 5 februari. Bodil förhördes men vägrade erkänna, trots att hon uppgavs ha gjort det före sin arrestering. Mette förhördes men uppgifter saknas. De fyra andra namngivna kvinnorna nekade. Bodil fördes till Vardöhus och underkastades tortyr, medan de andra kvinnorna fick stanna henne på villkor att deras makar tog ansvar för att de inte skulle fly. Tortyren fick Bodil att erkänna sig skyldig och hon dömdes till döden. De fyra andra kvinnorna fördes därefter också till slottet, torterades, bekände och dömdes. 
Julafton 1652 återupptas processen då en kvinna anmäler sig själv och uppger att även hon varit med på försöket att förtrolla Jon Jonsens skepp, och anger ytterligare två medbrottslingar. Hon uppgav även att hon hade skapat den storm som drabbade Vardö hösten 1652 genom att tillsammans med några medbrottslingar släppt ut vinden ur en säck, som de knutit upp. Syftet var att skada länsherrens egen bod vid hamnen. Hon och hennes medbrottslingar fängslades på slottet, och processen återupptogs med ting på Vardøhus i januari 1653. En rad ting hölls i olika orther runt Vardö fram till april, då fler och fler kvinnor greps angivna av redan arresterade. 
Ett av fallen gällde Baarne fra Syltevig, som förklarade hur hon hade förorsakat Christen Jensens död genom att önska djävulen i brännvin som hon sedan gav Jensen, som låg i konflikt med hennes make. Hon hade också förtrollat ett skepp med en grupp medbrottslingar, som i sin tur angavs. Anne Pedersdatter uppgav att hon med några medbrottslingar hade hindrat fiskar att fastna i näten. 
Tretton kvinnor dömdes till att brännas på bål för häxeri i Vardö mellan 24 januari 1652 och 23 april 1653. I maj 1653 besöktes Vardö av lagmannen och Finnmarks överdomare Manderup Schønnebøøl. Två kvinnor satt då fortfarande kvar i fängelse. Vid lagtinget lät Schønnebøøl frikänna båda två med hänvisning till att det inte fanns några bevis på anklagelserna och de åtalade nekade. Han skärpte in en strängare tolkning av rättspraxis, som att vittnen var ansvariga och kunde bestraffas för ett oriktigt vittnesmål. Detta hade en dämpande effekt.  

## Efterspel
18 personer dömdes till döden för häxeri på Vardö 1651-1661, varav fem stycken efter Schønnebøøls besök. Kloka gumman Karen Jonsdatter erkände fritt att hon närvarat vid en häxsabbat och förgjort en båt och angav Marthe på Kiberg och klockarens hustru Siri som medbrottslingar. Karen döms till döden i mars 1654, och Marthe ställs inför rätta i april, och döms i juni. 

## Minnesmärke
I juni 2011 invigdes på Steilneset minnested i Vardø kommun. Det var ett minnesmärke över häxprocesserna i Nordnorge. Monumentet är 125 meter långt, och inspirerat av de lokala torkställningarna för klippfisk. Det är utformat av arkitekten Peter Zumthor och skulptören Louise Bourgeois, och utformat som en långsmal byggnad, placerad på pålar och med en exteriör i ett segelduksliknande material, inuti en träställning. Centralt i museet är Louise Bourgeois skulptur med en stol ur vars säte kommer gasflammor, vilka reflekteras i sju högt placerade speglar.